# Аулт, Джордж
Джордж Коупленд Аулт (англ. George Copeland Ault; 11 октября 1891[…], Кливленд, Огайо — 30 декабря 1948[…], Вудсток, Нью-Йорк) — американский художник-прецизионист.

## Биография
Джордж Аулт родился в богатой семье. Юность провёл в Лондоне, где учился в Школе изящных искусств Слейда и в школе искусств Сент-Джон. После возвращения на родину в 1911 году оставшуюся часть своей жизни художник провёл в штатах Нью-Йорк и Нью-Джерси. В личной жизни был неудачен, в 1920-е годы страдал от алкоголизма, в особенности после смерти матери, впавшей в психическое расстройство. Все три брата Дж. Аулта покончили с собой, двое из них — после разорения семьи в результате экономического кризиса 1929 года. Хотя художник и выставлял свои полотна с неизменным успехом, его невротическое психическое состояние в начале 1930-х годов и тяга к одиночеству отдаляли мастера от мира искусства и галеристов. В 1937 году он переезжает в городок Вудсток, штат Нью-Йорк, где затем живёт и работает до самой своей смерти. Здесь Дж. Аулт вторично вступает в брак — с Луизой Джонас. Семья живёт весьма обособленно, в маленьком коттедже без электричества. В этот период художник создаёт свои лучшие произведения, которые, тем не менее, продавались с трудом. В 1948 году Дж. Аулт был найден утонувшим. Смерть была признана самоубийством.

## Творческое наследие
Дж. Аулт рисовал преимущественно в реалистическом стиле, хотя на его творчество и оказали своё влияния такие направления искусства, как кубизм и сюрреализм. Рисовал как масляными красками, так и карандашом, писал также акварелью. Работал иногда совместно с другими художниками-прецизионистами, такими, как Чарльз Шилер и Ральстон Кроуфорд. Ещё при жизни Дж. Аулта его работы были выставлены в таких крупнейших американских музеях, как нью-йоркский Музей американского искусства Уитни и галереей американского искусства Аддисона в Эндовере (штат Массачусетс).

## Память
В 2011 году в Смитсоновском музее американского искусства прошла крупная выставка работ Дж. Аулта.

## Дополнения
- Биография и избранные работы Дж. Аулта

1. 1 2 3 4  RKDartists (нидерл.)
2. 1 2 3 4  George Copeland Ault (англ.) — OUP, 2006. — ISBN 978-0-19-977378-7